# Germinom
Germinom je typ maligního nebo benigního tumoru nediferencovaných zárodečných (germálních) buněk. Nejčastěji jde o mozkové tumory histologicky podobné dysgerminomu a seminomu.

## Diagnóza a léčba
Nádor se vyskytuje nejčastěji mezi 10-21 rokem věku, dvakrát víc u chlapců a metastazuje v cca 22 % případů. Intrakraniální nádory mají prevalenci 0.7/1.000.000 a míra přežití nad 5 let je 90%. Chemoterapie zmenší nádor ale není obecně doporučována, pokud je možné ozařování.